# Robert Arthur, Jr.
Pour les articles homonymes, voir Robert Arthur et Arthur.
Œuvres principales
- série Les Trois Jeunes Détectives

Robert Arthur, Jr., né le 10 novembre 1909 à Corregidor, Philippines, et mort le 2 mai 1969 à Philadelphie, Pennsylvanie, est un écrivain américain d'origine philippine.

## Biographie
Il est notamment le créateur de la série pour la jeunesse Les Trois Jeunes Détectives, parue dans la collection Bibliothèque verte aux éditions Hachette sous le nom d'auteur Alfred Hitchcock.

## Œuvre
Note : la première date est celle de la première édition française.
Série Alfred Hitchcock et les trois jeunes détectives.
- 1966 : Au rendez-vous des revenants
- 1967 : Le Perroquet qui bégayait
- 1967 : La Momie qui chuchotait
- 1968 : Le Chinois qui verdissait
- 1969 : L'Arc-en-ciel a pris la fuite
- 1970 : Le Spectre des chevaux de bois
- 1970 :Le Chat qui clignait de l'œil
- 1971 : Treize bustes pour Auguste
- 1972 : Une araignée appelée à régner
- 1972 : Les Douze Pendules de Théodule
- 1985 : Le Crâne qui crânait

Collection d'histoires courtes
- Ghosts and More Ghosts (1963)
- Mystery and More Mystery (1966)

Histoires courtes éditées
- Alfred Hitchcock Presents Stories for Late at Night (1961) - Histoires à ne pas lire la nuit
  - Death is a Dream traduit par Odette Ferry (La mort est un songe) chez Le Livre de poche policier no 1983
- Alfred Hitchcock's Haunted Houseful (1961)
- Alfred Hitchcock's Ghostly Gallery (1962)
- Alfred Hitchcock's Monster Museum (1965)
- Alfred Hitchcock's Sinister Spies (1966)
- Alfred Hitchcock's Spellbinders in Suspense (1967)
- Davy Jones Haunted Locker (1965)
- Spies and More Spies (1967)
- Thrillers and More Thrillers (1968)
- Monster Mix (1968)

Scénarios pour la télévision
- The Unforeseen (1960)
- Matinee Theatre (1955) (episode : The Babylonian Heart)
- Alfred Hitchcock Presents (sélection d'épisodes)